# Mercedes Lambre
Mercedes Rodríguez Lambre (* 5. Oktober 1992 in La Plata, Buenos Aires) ist eine argentinische Schauspielerin, Sängerin, Model und Tänzerin.

## Leben und Karriere
Lambre wurde im Oktober 1992 in La Plata, eine Stadt in der Provinz Buenos Aires, geboren. Dort studierte sie Schauspiel, Gesang, Tanz und Gitarre.
Von Mai 2012 bis Februar 2015 wirkte Lambre in der Disney-Channel-Telenovela Violetta mit und erlangte dadurch in vielen Ländern Bekanntheit. Sie spielte die Rolle der durchtriebenen und intriganten Ludmila Ferro. Für ihre Rolle erhielt sie 2012 und 2013 einen sogenannten „Blimp“ in der Kategorie Lieblings Bösewicht bei den Nickelodeon Kids’ Choice Awards Argentinien. In dem 2016 angelaufenen Spielfilm Tini: Violettas Zukunft schlüpft sie erneut in die Rolle der Ludmila.
Seit Dezember 2020 ist sie mit ihrem langjährigen Freund verheiratet.

## Filmografie
- 2012–2015: Violetta (Fernsehserie)
- 2016: Tini: Violettas Zukunft (Tini: El gran cambio de Violetta)
- 2017: Heidi, bienvenida a casa (Fernsehserie)
- 2022: Yo, traidor

## Diskografie
Soundtracks
- 2012: Violetta
- 2012: Cantar es lo que soy
- 2013: Hoy Somos más
- 2014: Violetta - Gira mi canción

## Auszeichnungen
| Jahr | Auszeichnung                           | Kategorie                | Für                | Resultat  |
| ---- | -------------------------------------- | ------------------------ | ------------------ | --------- |
| 2012 | Kids’ Choice Awards Argentina          | Lieblings-TV-Serie       | Lieblings-TV-Serie | Nominiert |
| 2012 | Kids’ Choice Awards Argentina          | Lieblings Bösewicht      | Mercedes Lambre    | Gewonnen  |
| 2013 | Nickelodeon Kids’ Choice Awards Mexiko | Lieblings Bösewicht      | Mercedes Lambre    | Nominiert |
| 2013 | Kids’ Choice Awards Argentina          | Lieblings Bösewicht      | Mercedes Lambre    | Gewonnen  |
| 2017 | Kids‘ Choice Awards Colombia           | Lieblingsschauspielerin  | Mercedes Lambre    | Nominiert |
| 2017 | Kids‘ Choice Awards Argentina          | Lieblingsschauspierlerin | Mercedes Lambre    | Nominiert |